# HD 2638
Désignations
HD 2638 est un système stellaire ternaire dans la constellation de la Baleine. La paire a une séparation angulaire de 0,53″ le long d'un angle de position de 166,7°, en 2015. Ce système est trop faible pour être visible à l'œil nu, avec une magnitude apparente combinée de 9,44 ; un petit télescope est nécessaire. La distance à ce système est de 179,5 années-lumière sur la base de la parallaxe, et elle s'éloigne de plus en plus avec une vitesse radiale de +9,6 km/s. HD 2567 forme un compagnon de mouvement propre commun à cette paire à une séparation projetée de 839″.
Les membres HD 2638 A et BC ont une séparation projetée d'environ 25,5 ± 1,9 UA et donc une période orbitale d'environ 130 années. Le type spectral est K1V. Le composant primaire est une étoile de la séquence principale de type G avec une type spectral G8V. Elle est plus petite et moins massive que le Soleil, et a une luminosité plus faible. Le composant secondaire est un binaire composé de cinq étoiles naines rouges en orbite proche avec une masse combinée inférieure à la moitié de la masse du composant primaire, et un type spectral composite de M1V.

## Système planétaire
En 2005, la découverte d'une exoplanète nommée HD 2638 b (en) en orbite autour du composant primaire a été annoncée par l'équipe de recherche de planètes extrasolaires de Genève (en). La planète a une masse de 0,48 fois celle de Jupiter et de 152,6 fois celle de la Terre. L'existence de la planète a été mise en doute en 2015 en raison de la découverte de compagnons stellaires supplémentaires.
| Planète | Masse     | Demi-grand axe (ua) | Période orbitale (jours) | Excentricité | Inclinaison | Rayon |
| ------- | --------- | ------------------- | ------------------------ | ------------ | ----------- | ----- |
| b (en)  | > 0,48 MJ | 0,044               | 3,444 2 ± 0,000 2        | 0,040 7      |             |       |